# Andrea De Priamo
Andrea De Priamo (Roma, 24 maggio 1971) è un politico italiano, dal 13 ottobre 2022 senatore della Repubblica per Fratelli d'Italia.

## Biografia
Nato a Roma, dove consegue il diploma di maturità al Liceo scientifico "Primo Levi" e la laurea magistrale in giurisprudenza all'Università degli Studi di Roma "La Sapienza" con una tesi in Diritto costituzionale sul livello comunale delle autonomie locali.
Esponente del Movimento Sociale Italiano, di cui è stato segretario del circolo Garbatella - Eur della sua organizzazione giovanile (Fronte della Gioventù), aderisce alla svolta di Fiuggi di Gianfranco Fini che porta al suo scioglimento e la confluenza in Alleanza Nazionale (AN), dov'è stato un delegato del partito al congresso, divenendo presidente del circolo territoriale della Garbatella.
Alle elezioni amministrative del 2008 si candida al consiglio comunale di Roma, tra le liste del Popolo della Libertà a sostegno del candidato sindaco del centro-destra Gianni Alemanno, risultando eletto consigliere comunale, venendo riconfermato alle amministrative del 2016 e del 2021, andando a ricoprire l'incarico di vicepresidente del Consiglio comunale di Roma dal 7 luglio 2016 al 2 ottobre 2018.
Alle elezioni politiche anticipate del 2022 viene candidato al Senato della Repubblica, tra le lista di Fratelli d'Italia nel collegio plurinominale Lazio 1, risultando eletto senatore. Nella XIX legislatura è presidente della Commissione parlamentare d'inchiesta sulla scomparsa di Emanuela Orlandi e Mirella Gregori e componente della 1ª Commissione Affari costituzionali, della 8ª Commissione Ambiente, transizione ecologica, energia, lavori pubblici, comunicazioni, innovazione tecnologica e della Commissione parlamentare d'inchiesta sulle attività illecite connesse al ciclo dei rifiuti e su altri illeciti ambientali e agroalimentari.